# South Milford
South Milford – wieś w Anglii, w hrabstwie North Yorkshire, w dystrykcie (unitary authority) North Yorkshire. Leży 23 km na południowy zachód od miasta York i 264 km na północ od Londynu.